# Dallesport
Dallesport az Amerikai Egyesült Államok északnyugati részén, Washington állam Klickitat megyéjében elhelyezkedő statisztikai település. A 2010. évi népszámlálási adatok alapján 1202 lakosa van.

## Történet
A térségben korábban a Lewis és Clark által „echelootoknak” nevezett wishram indián törzs élt. Ugyan a yakima háborút lezáró egyezmény őket is érintette, az őslakosok nem voltak hajlandóak a Yakama rezervátumba költözni. A Memaloose-szigeten lévő indián temetőt felszámolása után a csontokat a Wish-ham temetőbe szállították. A The Dalles gát építéséhez kapcsolódóan a Celilo-tavat feltöltötték, ezáltal az indiánok elvesztették hagyományos halászati helyszínüket.
1854-ben az eredetileg Rockford és Rockland Flats néven említett településen nyílt meg a térség első kompja. Rockland Flats volt az 1869-ig Clickitatnek nevezett megye székhelye; e státuszát 1878-ban veszítette el. Mivel a közeli zuhatagon az áruszállító hajók nem tudtak átkelni, 1863-ban megnyílt az Oregon Portage Railroad vasútvonala. A hajóüzemeltetőknek problémát jelentett a vasút monopóliuma, ezért 1915. május 15-én megnyitották a Cellilo-csatornát, amelyen öt zsilip segítette a hajók átkelését. A csatorna a The Dalles gát 1957-es elkészültéig volt használatban.
A kongresszus 1947-ben engedélyezte egy híd építését, amelyet 1953. december 18-án adtak át.

## Éghajlat
A település éghajlata mediterrán (a Köppen-skála szerint Csb).
| Hónap                         | Jan.  | Feb.  | Már.  | Ápr. | Máj. | Jún. | Júl. | Aug. | Szep. | Okt. | Nov.  | Dec.  | Év    |
| ----------------------------- | ----- | ----- | ----- | ---- | ---- | ---- | ---- | ---- | ----- | ---- | ----- | ----- | ----- |
| Rekord max. hőmérséklet (°C)  | 20,0  | 20,6  | 26,7  | 35,0 | 41,7 | 42,2 | 43,9 | 42,8 | 40,6  | 32,2 | 22,2  | 18,9  | 43,9  |
| Átlagos max. hőmérséklet (°C) | 5,6   | 8,9   | 13,9  | 17,8 | 22,8 | 26,1 | 31,1 | 30,6 | 26,7  | 18,9 | 10,0  | 4,4   | 18,1  |
| Átlagos min. hőmérséklet (°C) | −0,6  | 0,0   | 2,8   | 5,6  | 9,4  | 12,8 | 15,6 | 15,6 | 11,1  | 5,6  | 1,7   | −1,1  | 6,6   |
| Rekord min. hőmérséklet (°C)  | −28,3 | −31,7 | −13,9 | −5,0 | −2,2 | 2,8  | 4,4  | 5,6  | 1,7   | −9,4 | −18,3 | −22,8 | −31,7 |
| Átl. csapadékmennyiség (mm)   | 64    | 46    | 29    | 20   | 18   | 13   | 4    | 6    | 12    | 25   | 54    | 69    | 360   |
| Forrás: The Weather Channel   |       |       |       |      |      |      |      |      |       |      |       |       |       |

## Népesség
A település népességének változása:
| Lakosok száma | 1185 | 1202 | 1328 |
|               | 2000 | 2010 | 2020 |

## Fordítás
Ez a szócikk részben vagy egészben  a   Dallesport, Washington című angol Wikipédia-szócikk ezen változatának fordításán alapul.  Az eredeti cikk szerkesztőit annak laptörténete sorolja fel. Ez a jelzés csupán a megfogalmazás eredetét és a szerzői jogokat jelzi, nem szolgál a cikkben szereplő információk forrásmegjelöléseként.